# Comunitat de municipis del País de Douarnenez
La Comunitat de municipis del País de Douarnenez (en bretó Kumuniezh kumunioù Bro Douarnenez) és una estructura intercomunal francesa, situada al departament del Finisterre a la regió Bretanya, al País de Cornualla. Té una extensió de 105,5 kilòmetres quadrats i una població de 19.891 habitants (2006).

## Composició
Agrupa 5 comunes :
1. Douarnenez
2. Le Juch
3. Kerlaz
4. Pouldergat
5. Poullan-sur-Mer

## Administració
| Data d'elecció                             | Identitat      | Partit          | Qualitat |
| ------------------------------------------ | -------------- | --------------- | -------- |
| 2001-2008                                  | Daniel Bouër   | (Divers droite) |          |
| 2008-2011                                  | William Boulic | (UMP)           |          |
| 2011-                                      | Rémi Bernard   |                 |          |
| Les dades anteriores no són pas conegudes. |                |                 |          |
|                                            |                |                 |          |

## Competències

### Desenvolupament econòmic
- creació i gestió de les zones d'activitats
- construcció d'edificis destinats a empreses
- Col·laboració amb l'Oficina de Turisme (esdevingut comunitari)
- ajuda al comerç i a l'artesania...
- Viver d'emprses (afavorir la creació d'emprses en el territori de la comunitat de municipis)

### La recollida i tractament de residus domèstics i comercials
El tractament d'una part dels residus és delegat al SITOM Ouest Cornouaille que agrups 3 comunitsys (País de Douarnenez, Cap Sizun, Alt País Bigouden)

### Carreteres
- Manteniment de carreteres locals
- treballs d'inversió en les carreteres declarades d'interès comunitari.

### Allotjament
- elaboració d'un Programa Local de l'Habitatge
- accions d'informació.